# NGC 6581
NGC 6581 (другие обозначения — IC 1280, MCG 4-43-10, ZWG 142.21, NPM1G +25.0474, PGC 61549) — галактика в созвездии Геркулес.
Этот объект входит в число перечисленных в оригинальной редакции «Нового общего каталога».